# Magnit
Magnit (russe: Магнит) est une entreprise russe de la grande distribution. Elle est le leader sur le marché russe en nombre de magasins avec 3 228 magasins ouverts en 2009. Elle prévoit de porter ce nombre à 5 445 d'ici à la fin 2012. Elle fait partie de l'indice RTS. En 2022, le chiffre d'affaires de la société s'élève à près de 8,8 millions d'euros.